# Mexikos herrlandslag i ishockey
Mexikos herrlandslag i ishockey representerar Mexiko på herrsidan i ishockey. Efter VM 2012 rankades man på 34:e plats i världen.
Första matchen spelades i april år 2000 i Island under D-VM 2000, och förlorades med 0–5 mot Belgien .

## OS-turneringar
- 2002 – OS i Salt Lake City, USA – deltog ej
- 2006 – OS i Turin, Italien – deltog ej
- 2010 – OS i Vancouver, Kanada – kvalificerade sig inte
- 2014 – OS i Sotji, Ryssland – kvalificerade sig inte

## VM-turneringar
- 2000 – D-VM i Island – sjua, 4 matcher, 2 segrar, 0 oavgjorda, 2 förluster, 16 gjorda mål, 17 insläppta mål, 4 poäng.
- 2001 – VM Division II i Rumänien – sexa (sist), 5 matcher, 0 segrar, 0 oavgjorda, 5 förluster, 4 gjorda mål, 66 insläppta mål, 0 poäng.
- 2002 – VM Division III i Mexiko (hemmaplan) – tvåa (silver), 2 matcher, 0 segrar, 1 oavgjord, 1 förlust, 7 gjorda mål, 13 insläppta mål, 1 poäng.
- 2003 – VM Division II i Sydkorea – sexa (sist), 5 matcher, 0 segrar, 0 oavgjorda, 5 förluster, 5 gjorda mål, 70 insläppta mål, 0 poäng.
- 2004 – VM Division III i Island – trea (brons), 4 matcher, 2 segrar, 1 oavgjord, 1 förlust, 29 gjorda mål, 8 insläppta mål, 5 poäng.
- 2005 – VM Division III i Mexiko (hemmaplan) – etta (guld), 4 matcher, 4 segrar, 0 oavgjorda, 0 förluster, 60 gjorda mål, 3 insläppta mål, 8 poäng.
- 2006 – VM Division II i Nya Zeeland – femma (näst sist), 5 matcher, 1 seger, 0 oavgjorda, 4 förluster, 9 gjorda mål, 34 insläppta mål, 2 poäng.
- 2007 – VM Division II i Sydkorea – femma (näst sist), 4 matcher, 0 segrar, 4 förluster, 0 sudden deaths-/straffläggningssegrar, 0 sudden deaths-/straffläggningsförluster, 6 gjorda mål, 24 insläppta mål, 0 poäng.
- 2008 – VM Division II i Australien – fyra, 5 matcher, 2 segrar, 3 förluster, 0 sudden deaths-/straffläggningssegrar, 0 sudden deaths-/straffläggningsförluster, 14 gjorda mål, 20 insläppta mål, 6 poäng.
- 2009 – VM Division II i Bulgarien – femma (näst sist), 5 matcher, 1 seger, 4 förluster, 0 sudden deaths-/straffläggningssegrar, 0 sudden deaths-/straffläggningsförluster, 11 gjorda mål, 33 insläppta mål, 3 poäng.
- 2010 – VM Division II i Mexiko (hemmaplan) – femma (näst sist), 5 matcher, 1 seger, 4 förluster, 0 sudden deaths-/straffläggningssegrar, 0 sudden deaths-/straffläggningsförluster, 17 gjorda mål, 21 insläppta mål, 3 poäng.
- 2011 – VM Division II i Australien – femma (näst sist), 4 matcher, 0 segrar, 4 förluster, 0 sudden deaths-/straffläggningssegrar, 0 sudden deaths-/straffläggningsförluster, 3 gjorda mål, 31 insläppta mål, 0 poäng.
- 2012 – VM Division II Grupp B i Bulgarien – fyra, 5 matcher, 2 segrar, 2 förluster, 0 sudden deaths-/straffläggningssegrar, 1 sudden deaths-/straffläggningsförlust, 17 gjorda mål, 24 insläppta mål, 7 poäng.
- 2013 – VM Division II Grupp B i Turkiet – trea (brons), 5 matcher, 3 segrar, 1 förlust, 1 sudden deaths-/straffläggningsseger, 0 sudden deaths-/straffläggningsförluster, 25 gjorda mål, 18 insläppta mål, 11 poäng.
- 2014 – VM Division II Grupp B i Spanien – tvåa (silver), 5 matcher, 4 segrar, 1 förlust, 0 sudden deaths-/straffläggningssegrar, 0 sudden deaths-/straffläggningsförluster, 23 gjorda mål, 11 insläppta mål, 12 poäng.
- 2015 – VM Division II Grupp B i Sydafrika – trea (brons), 5 matcher, 3 segrar, 2 förluster, 0 sudden deaths-/straffläggningssegrar, 0 sudden deaths-/straffläggningsförluster, 24 gjorda mål, 15 insläppta mål, 9 poäng.
- 2016 – VM Division II Grupp B i Mexiko (hemmaplan) – tvåa (silver), 5 matcher, 4 segrar, 0 förluster, 0 sudden deaths-/straffläggningssegrar, 1 sudden deaths-/straffläggningsförlust, 30 gjorda mål, 13 insläppta mål, 13 poäng.
- 2017 – VM Division II Grupp B i Nya Zeeland – femma (näst sist), 5 matcher, 1 seger, 4 förluster, 0 sudden deaths-/straffläggningssegrar, 0 sudden deaths-/straffläggningsförluster, 12 gjorda mål, 16 insläppta mål, 3 poäng.

## VM-statistik

### 2000–2006
| VM-Turneringar    | Matcher | Segrar | Oavgjorda | Förluster | Gjorda mål | Insläppta mål | Poäng |
| ----------------- | ------- | ------ | --------- | --------- | ---------- | ------------- | ----- |
| A-VM              | 0       | 0      | 0         | 0         | 0          | 0             | 0     |
| B-VM/Division I   | 0       | 0      | 0         | 0         | 0          | 0             | 0     |
| C-VM/Division II  | 15      | 1      | 0         | 14        | 18         | 170           | 2     |
| D-VM/Division III | 14      | 8      | 2         | 4         | 112        | 41            | 18    |

### 2007–
Poängsystem ändrades efter VM 2006, så att seger ger 3 poäng istället för 2 och matcherna avgörs genom sudden death (övertid) och straffläggning vid oavgjort resultat i full tid. Vinnaren får där 2 poäng, förloraren 1 poäng.
| VM-Turneringar | Matcher | Segrar | Förluster | Sudden deaths-/Straffläggningssegrar | Sudden deaths-/Straffläggningsförluster | Gjorda mål | Insläppta mål | Poäng |
| -------------- | ------- | ------ | --------- | ------------------------------------ | --------------------------------------- | ---------- | ------------- | ----- |
| VM             | 0       | 0      | 0         | 0                                    | 0                                       | 0          | 0             | 0     |
| Division I     | 0       | 0      | 0         | 0                                    | 0                                       | 0          | 0             | 0     |
| Division II    | 53      | 21     | 29        | 1                                    | 2                                       | 182        | 226           | 67    |
| Division III   | 0       | 0      | 0         | 0                                    | 0                                       | 0          | 0             | 0     |